# Ruellia parryi
Ruellia parryi là một loài thực vật có hoa trong họ Ô rô. Loài này được A. Gray miêu tả khoa học đầu tiên năm 1878.